# Ungoliant
Ungoliant är ett fiktivt och enormt spindelmonster i Tolkiens värld Arda i boken Silmarillion.
Det var många ting gudarna i Arda, kallade Ainur (Valar i Arda), inte kände till om världen och en av dessa mysterier var Ungoliant och hennes härkomst.
Ungoliant troddes ha stigit ned ifrån tomheten strax efter Ardas skapelse. Hon troddes även varit besläktad med Ainur och beskrivs som väldigt mäktig och skräckinjagande. Till och med Melkor, som i kraft kan sägas vara likställd Manwë, Ardas konung och den främste bland valar, var rädd för henne när hon druckit sav från de två träden.
Hon sökte sig ofta till platsen Ered Gorgoroth där hon födde sina avkommor, däribland Honmonstret, vilka hon även parade sig med.
Det var med Ungoliants hjälp Melkor lyckades förstöra de Två träden i Valinor, Valars land. 
Melkor hade vid ett skede sökt svika Ungoliant men då hon blev varse om detta skall hon ha blivit rasande och försökt kväva Melkor med sin osannolika styrka, men hon hindrades av Melkors balroger.
Historierna om hennes senare liv är få och man tror Ungoliant slutligen gick under av sin osläckliga hunger då hon i slutet av sitt liv börjat förtära sig själv.